# Dorset County Museum
O Dorset County Museum está localizado em Dorchester (Dorset), Inglaterra. 

## História
Fundada em 1846, o museu cobre o município da história e do ambiente de Dorset. O edifício atual foi construído em 1881 no antigo site do George Inn. O prédio foi projetado especificamente para abrigar a coleção do museu e é de estilo neogótico.
Em 2018, Dippy, que normalmente é morada no Museu de História Natural de Londres, será exibida no Museu do Condado de Dorset, de 10 de fevereiro de 2018 a 7 de maio de 2018. 